# Wong Shun-leung
Wong Shun-leung (黃淳樑), né le 8 juin 1935 à Hong Kong et mort le 28 janvier 1997 à Hong Kong, est un pratiquant chinois d'arts martiaux. Il étudia le wing chun auprès de Yip Man (葉問) et il est supposé l'avoir enseigné à Bruce Lee. Wong est supposé avoir gagné au moins 60 et peut-être plus de 100 combats de rue contre des pratiquants de divers styles martiaux. À cause de cette réputation, il fut aussi surnommé Gong Sau Wong (講手王,Jiǎng shǒu wáng en mandarin), « roi de la discussion avec les mains ».

## Disciples et Élèves
- Chan Kim-man
- Cliff Au-yeung
- Philipp Bayer
- Nino Bernardo
- Robert Louvet
- Chui Hok-yin
- Gary Lam (Lam Man-hok)
- Barry Lee
- Bruce Lee
- Ng Chun-hong
- David Peterson
- Mark Wong
- *Matiuzs Cydzick
- Ng Chun Hong
- Li Hang Cheong
- Lewis Luk
- Jerry Yeung
- Wan Kam-leung
- Wu Chan-nam
- Tommy Yuen (Yuen Yim-keung)
- Clive Potter
- Jean-Marc Noblot
- Chan Kéo